# Carl Lundell
Carl Lundell, född 11 augusti 1859 i Södra Unnaryds socken, död 21 november 1916 i Stockholm, var en svensk organist, musiklärare och tonsättare.

## Biografi
Carl Lundell föddes 11 augusti 1859 i Södra Unnaryds socken. Han var son till organisten i församlingen. Lundell var blind under sin barndom och blev elev vid Manilla. Under den tiden var institutet kombinerat för blindundervisning och dövstumsundervisning. 1879 blev Lundell elev vid Musikkonservatoriet i Stockholm. Han tog organistexamen där och studerade därefter komposition för Joseph Dente. 
Lundell blev under sina studier musiklärare vid Tomteboda blindinstitut.
Han var medlem i Östermalms kyrkokör till vilken han komponerade motetter och hymner. Under kortare perioder hade han organisttjänsten i Hedvig Eleonora kyrka och Oscarskyrkan.
Lundell gifte sig med Henrika Lokander. Lundell avled 21 november 1916.
Lundell undervisade Karin Höjer i harmonilära och kontrapunkt.

## Verklista
- Stråkkvartett i Ess-dur
- Stråkkvartett i c-moll.
- Orgelkonserter
- Körverk.
- Sång och pianoverk.
- Requiem för blandad kör och orkester. Skriver 1904 till minna av sina föräldrar. Framfördes 24 mars 1912 i Östermalmskyrkan och 16 november 1916 i Engelbrektskyrkan vid Musikaliska sällskapets konserter.

### Piano
- Två franska sviter, opus 1. Tillägnade pianisten Oscar Bolander. Utgiven 1898.[3]

1. Allemande, courante, canzonett, sarabande, bourrée I, bourrée II, danse alla burlesque och gigue.
2. Fantaisie et double fugue, double fugue, petit air, chaconne, gavotte I, gavotte II, air sicilienne och gigue.

### Orgel
- Av hjärtat håller jag dig kär, koralbearbetning.[4]

### Kör
- Vintergatan. Text av Zacharias Topelius.